# بيل هانسون
بيل هانسون (1940 - ) (بالإنجليزية: Bill Hanson)‏ هو لاعب كرة سلة أمريكي في مركز الوسط. لعب مع ريال مدريد لكرة السلة.

## وصلات خارجية
- بيل هانسون على موقع سبورتس رفرنس (الإنجليزية)
- بيل هانسون على موقع كلية كرة السلة في سبورتس رفرنس.كوم (الإنجليزية)
- بيل هانسون على موقع ريلجم (الإنجليزية)